# Мактааральський сільський округ
Мактаара́льський сільський округ (каз. Мақтаарал ауылдық округі, рос. Мактааральский сельский округ) — адміністративна одиниця у складі Мактааральського району Туркестанської області Казахстану. Адміністративний центр — село Маденієт.
Населення — 16513 осіб (2021; 15073 у 2009, 13194 у 1999, 9738 у 1989).
Станом на 1989 рік існувала Пахтааральська сільська рада (села 22 Партз'їзда, Акалтин, Аль-Фарабі, Амангельди, Дзержинський, Дружба, Енбекші, Жулдиз, Інтернаціональне, Іскра, Суптник, селища 40 літ Казахської РСР, Комітерн, Октябрської Революції, Перше Мая, Правда). 2023 року до складу Ільїчівської селищної адміністрації передано 1,50 км² Мактааральського сільського округу.

## Склад
До складу округу входять такі населені пункти:
| Населений пункт             | Колишні назви         | Населення, осіб (1989) | Населення, осіб (1999) | Населення, осіб (2009) | Населення, осіб (2021) |
| --------------------------- | --------------------- | ---------------------- | ---------------------- | ---------------------- | ---------------------- |
| Азаттик, село               | Правда                | 479                    | 667                    | 737                    | 938                    |
| Акалтин, село               | -                     | 319                    | 651                    | 799                    | 394                    |
| Аль-Фарабі, село            | 40 літ Казахської РСР | 657                    | 675                    | 757                    | 1216                   |
| Амангельди, село            | -                     | 135                    | 161                    | 335                    | 191                    |
| Бахит, село                 | Суптник, Спутник      | 65                     | 99                     | 102                    | 94                     |
| Береке, село                | Октябрської Революції | 1371                   | 1581                   | 1712                   | 1712                   |
| Єлконис, село               | Аль-Фарабі            | 468                    | 554                    | 754                    | 444                    |
| Єнбекші, село               | Енбекші               | 85                     | 161                    | 86                     | 91                     |
| Жулдиз, село                | -                     | 197                    | 208                    | 393                    | 322                    |
| Ігілік, село                | Комітерн, Комінтерн   | 1703                   | 2106                   | 2301                   | 2439                   |
| Кокарал, село               | Перше Мая             | 989                    | 1235                   | 1290                   | 1404                   |
| Маденієт, село              | 22 Партз'їзда         | 1109                   | 1204                   | 1226                   | 1445                   |
| Нурмухамеда Єсентаєва, село | Дзержинський          | 1461                   | 1720                   | 1687                   | 2688                   |
| Оркенієт, село              | Інтернаціональне      | 116                    | 352                    | 1357                   | 2351                   |
| Тулпар, село                | Іскра                 | 258                    | 172                    | 218                    | 207                    |
| Шаттик, село                | Дружба                | 326                    | 1648                   | 1319                   | 577                    |